# Blommatjärnen
Blommatjärnen är en sjö i Lerums kommun i Västergötland och ingår i Göta älvs huvudavrinningsområde. Sjön är 10,5 meter djup, har en yta på 0,034 kvadratkilometer och är belägen 121 meter över havet.